# La Laja, San Lucas
La Laja är en ort i Mexiko.   Den ligger i kommunen San Lucas och delstaten Michoacán de Ocampo, i den södra delen av landet, 190 km väster om huvudstaden Mexico City. La Laja ligger 603 meter över havet och antalet invånare är 111.
Terrängen runt La Laja är kuperad. Runt La Laja är det ganska tätbefolkat, med 60 invånare per kvadratkilometer. Närmaste större samhälle är Huetamo de Núñez, 16,2 km sydväst om La Laja. I omgivningarna runt La Laja växer huvudsakligen savannskog.